# 慈利州
慈利州，元朝时设置的州。
元贞元年（1295年）升慈利县为州，治所在今湖南省慈利县北。属澧州路。辖今湖南省慈利县地。明朝洪武二年（1369年）降为慈利县。 